# Traitement public de protection de l'enfance en danger en France
Le traitement public de la Protection de l'enfance en France s'articule entre une protection sociale et administrative et une prise en charge judiciaire .

## La protection sociale et administrative de l'enfance en danger
Lorsque les conditions d'existence risquent de mettre en danger la santé, la sécurité, la moralité ou l'éducation des enfants (décret de 1959) et avec l'accord des personnes détenant l'autorité parentale (loi de 1984), une action sociale préventive s'exerce auprès des familles (art. R 221-1 et suivants du code de l'action sociale et des familles).
Trois services placés sous l'autorité du Président du Conseil général - chargé de cette protection depuis les lois de décentralisation (loi de 1982) - contribuent à sa mise en œuvre :
- l'Aide sociale à l'enfance (ASE)
- La Protection maternelle et infantile (PMI)
- Le Service social départemental (divisé sur le territoire départemental en circonscriptions)

La circonscription d'Action sanitaire et sociale (qui prend des appellations différentes selon les départements) est le lieu de coordination et de concertation de ces différents services, où des équipes pluridisciplinaires composées d'assistants sociaux, d'éducateurs spécialisés, de médecins, de puéricultrices, de sages-femmes, de conseillers en économie sociale et familiale, de psychologue et de secrétaires, interviennent en faveur de l'enfant et de sa famille.
- L'aide sociale à l'enfance :

La mise en œuvre de ses actions concourt à la protection de l'enfance.
2 actions principales :
- - La prévention (aides financières, actions éducatives en milieu ouvert) dont la prévention spécialisée.
  - le recueil d'enfants placés hors de leur domicile familial, soit à la demande de la famille, ou dans le cadre d'une mesure de placement ordonnée par le juge des enfants (article 375 du code civil)

- Aux termes de l'article L.221-1 du Code de l'action sociale et des familles[1], le Président du Conseil Général, avec ses services, se doit de :
  - mener en urgence des actions de protection en faveur des mineurs
  - mener des actions de prévention des mauvais traitements à l'égard des mineurs
  - organiser le recueil d'information relatives aux mineurs maltraités
  - participer à la protection des mineurs
- La Protection maternelle et infantile :

C'est un service de santé publique ouvert à tous, dont l'objectif est la protection et la promotion de la santé. Ce service comprend des médecins, des pédiatres, des gynécologues, des puéricultrices, des sages-femmes, des psychologues, des conseillères conjugales, qui travaillent en équipe pluridisciplinaire.
Ces actions contribuent à aider les familles et l'enfant avant et pendant la grossesse puis durant la petite enfance et l'enfance.
En outre, le service doit participer aux actions de prévention des mauvais traitements et de prise en charge des mineurs maltraités dans les conditions prévues au sixième alinéa de l'article 40 et aux articles 66 et 72 du Code de la Famille et de l'Aide sociale.
- Le service social départemental :

C'est un service public chargé d'actions polyvalentes et spécialisées (loi de 1975). Ces actions sont menées par des assistants de service social qui aident les personnes, les familles ou les groupes connaissant des difficultés sociales, à restaurer leur autonomie et à assurer leur insertion. Dans le respect des personnes, ils recherchent les causes qui compromettent leur équilibre psychologique, économique ou social, analysent leur demande, et les conseillent, les orientent et les soutiennent.
Le service social départemental participe aux actions de prévention des mauvais traitements et de prise en charge des mineurs maltraités dans les conditions prévues au sixième alinéa de l'article 40 et aux articles 66 et 72 du Code de la Famille et de l'Aide sociale.

## La protection judiciaire
Elle intervient si la santé, la sécurité ou la moralité d'un enfant sont en danger ou si ses conditions d'éducation sont gravement compromises, ainsi que lorsqu'un mineur est victime de mauvais traitements ou présumé l'être, et qu'il est impossible d'évaluer la situation ou que la famille refuse manifestement d'accepter l'intervention du service de l'aide sociale à l'enfance. Elle intervient également quand le mineur se met lui-même en danger et dans le cadre de la délinquance des mineurs.
- Le parquet :

Le Procureur de la République, chargé du service des mineurs, que vous pouvez joindre en cas d'urgence, peut :
- - estimer s'il y a lieu à intervention des autorités judiciaires.
  - prendre des mesures nécessaires pour assurer la sécurité des enfants et procéder exceptionnellement lui-même au placement en cas d'urgence.
  - orienter la procédure vers d'autres intervenants sociaux.
- Le Tribunal pour enfants :

Le Juge des enfants est saisi soit par les parents, soit par le Procureur de la République, soit par le mineur lui-même.
Après avoir entendu le mineur et sa famille et recueilli le maximum d'informations, le juge des enfants prendra une mesure de protection si le danger est confirmé. Il peut maintenir l'enfant au domicile familial avec la mise en place d'actions éducatives en milieu ouvert (AEMO) exercées par des services spécialisés pluridisciplinaires : éducateurs, assistants sociaux, psychologues... S'il n'est pas possible de maintenir l'enfant dans la famille, le juge peut décider son placement, en le confiant soit au service de l'aide sociale à l'enfance, soit à un établissement habilité, soit à un tiers digne de confiance.
- Brigade de protection des mineurs :

Appelé aussi service départemental des mineurs, ce service de police en faveur des mineurs, peut être saisi en cas d'urgence. Il intervient à la demande du tribunal pour recueillir tous renseignements concernant les enfants en danger physique ou moral et procéder aux enquêtes.

## Exemple 1 - L’assistance éducative
L'assistance éducative est une mesure pouvant être prises par le juge des enfants, lorsque la santé, la sécurité ou la moralité d'un mineur non émancipé sont supposés gravement compromises.
Les parents conservent l'autorité parentale et les décisions du juge des enfants sont susceptibles d'appel.
Cadre législatif
Ordonnance n°45-174 du 2 février 1945 :
Ordonnance n°58-1301 du 23 décembre 1958 :
Décret n°59-100 du 7 janvier 1959 :
Loi n°70-459 du 4 juin 1970 :
Décret n°75-96 du 18 février 1975 :
Convention internationale des droits de l’enfant, du 20 novembre 1989 :
Article 12 : l’enfant a le droit de s’exprimer en justice dans toutes les affaires le concernant.
Articles 1166 à 1218 du Nouveau Code de Procédure civile